# Fiberline-broen
Fiberline-broen er en af verdens største glasfiber-kompositbroer og den første der krydser en jernbanelinje, hvilket øger kravene til broen.  Den ligger i bydelen Strandhuse, i den østlige del af Kolding.
Gå- og cyklebroen blev opført i 1997, som et samarbejde mellem Kolding Kommune, Fiberline Composites og Rambøll. Det er Skandinaviens første kompositbro. Broen blev monteret på kun 18 timer og det foregik om natten, da det ville forstyrre jernbanetrafikken mindst. Broen vejer kun 12 tons, hvilket er det halve af en bro i metal/beton. Denne fordel betyder et langt mindre fundament og en hurtigere montagetid og derved mindre forstyrrelse af trafikken.
En anden af fordelene ved glasfiberkompositten er, at den er næsten vedligeholdelsesfri. Siden opførelsen i 1997, er der kun blevet fjernet graffiti og alger. Broen påvirkes heller ikke af regn, frost eller salt. Kun boltene til samling af broen, samt lejerne ved fundamentet er af stål og broens levetid er mindst 100 år.

## Tekniske data[1]
- Længde, total 40 m
- Længde, brosektion 1. 27 m
- Længde, brosektion 2. 13 m
- Bredde, total 3,2 m
- Dæk, totalhøjde 1,5 m
- Dæk, indvendig højde 1,2 m
- Tårn, højde 18,5 m
- Totalvægt 12 tons
- Bæreevne 500 kg/m2
- Bæreevne, kørende last 5 tons
- Maksimum hjultryk 1,8 tons
- Maksimum nedbøjning L/200 13 cm
- Antal stag 8